# Pineland (Texas)
Pineland es una ciudad ubicada en el condado de Sabine en el estado estadounidense de Texas. En el Censo de 2010 tenía una población de 850 habitantes y una densidad poblacional de 157,63 personas por km².

## Geografía
Pineland se encuentra ubicada en las coordenadas 31°14′44″N 93°58′35″O / 31.24556, -93.97639. Según la Oficina del Censo de los Estados Unidos, Pineland tiene una superficie total de 5.39 km², de la cual 5.23 km² corresponden a tierra firme y (2.98%) 0.16 km² es agua.

## Demografía
Según el censo de 2010, había 850 personas residiendo en Pineland. La densidad de población era de 157,63 hab./km². De los 850 habitantes, Pineland estaba compuesto por el 73.41% blancos, el 21.88% eran afroamericanos, el 0.47% eran amerindios, el 0.24% eran asiáticos, el 0% eran isleños del Pacífico, el 2% eran de otras razas y el 2% pertenecían a dos o más razas. Del total de la población el 5.18% eran hispanos o latinos de cualquier raza.